# Callionymus bleekeri
Callionymus bleekeri är en fiskart som beskrevs av Fricke, 1983. Callionymus bleekeri ingår i släktet Callionymus och familjen sjökocksfiskar. Inga underarter finns listade.